# Hans Sedlmayr
Hans Sedlmayr (Szarvkő, 18 gennaio 1896 – Salisburgo, 9 luglio 1984) è stato uno storico dell'arte austriaco nato in territorio ungherese.

## Biografia
Dopo gli studi di architettura al Politecnico di Vienna e di storia dell'arte all'Università di Vienna (discutendo una tesi con Julius von Schlosser sull'architetto barocco Johann Bernhard Fischer von Erlach), si avvicinò più tardi alle idee di Alois Riegl, divenendo nel dopoguerra professore di storia dell'arte nelle università di Monaco di Baviera e Salisburgo. Tra il 1970 e il 1973 insegnò pure all'Istituto Ticinese di Alti Studi a Lugano.
Tra le sue opere più importanti si ricordino quelle su Borromini, ancora di grande influsso.
Si iscrisse al Partito nazionalsocialista austriaco nel 1932, ben prima dell'Anschluss, quando farne parte era addirittura illegale, senz'altra spinta che un'entusiastica adesione al suo statuto e al suo programma, scritti da Adolf Hitler, e rimase tale fin quando esplose l'attrito con la Chiesa cattolica. Nella sua opera principale in ogni caso criticherà il concetto di «purezza» della razza.

## Opere
- Sedlmayr, Hans, Verlust der Mitte. Salzburg-Wien 1948 (Perdita del centro. Le arti figurative dei secoli XIX e XX come sintomo e simbolo di un'epoca, Edizioni Borla 1983, Rusconi Libri 1975)
- Sedlmayr, Hans, Die Entstehung der Kathedrale. Zürich 1950
- Sedlmayr, Hans, Das goldene Zeitalter. Eine Kindheit. Piper Verlag, München 1986
- Bauer, Hermann e Sedlmayr, Hans, Rokoko. Struktur und Wesen einer europäischen Epoche. Köln 1991/1992
- Sedlmayr, Hans, Allegorie und Architektur. In Castelli, Enrico (a cura di), Retorica e Barocco (Atti del Congresso Internazionale di Studi Umanistici, Venezia 15-18 giugno 1954). Roma 1955, pp. 197 – 207
- Sedlmayr, Hans, Die Architektur Borrominis. Berlin 1930 (L'architettura di Borromini, Mondadori Electa, 1996, 2002)
- Sedlmayr, Hans, Die Schauseite der Karlskirche in Wien. In Idem: Epochen und Werke. Bd. 2. Wien/München, 1960, pp. 174–187
- Sedlmayr, Hans, La morte della luce: l'arte nell'epoca della secolarizzazione, traduzione di Marola Guarducci; introduzione di Quirino Principe, Milano, Rusconi, 1970
- Sedlmayr, Hans, Arte e verità. Per una teoria e un metodo della storia dell'arte, Rusconi Libri, 1984
- Sedlmayr, Hans, Zum Sehen barocker Architekturen. In Idem: Epochen und Werke. Gesammelte Schriften zur Kunstgeschichte. Vol. 2, München 1985, pp. 121–139
- Sedlmayr, Hans, La luce nelle sue manifestazioni artistiche, Aesthetica, 1994
- Sedlmayr, Hans, Johann Bernhard Fischer von Erlach architetto, Mondadori Electa, 1996
- Sedlmayr, Hans, La rivoluzione dell'arte moderna. Memorandum sull'arte ecclesiastica cattolica, Cantagalli, 2006